# Aneirin Hughes
Aneirin Hughes (Aberystwyth, 8 mei 1958) is een Welsh acteur.

## Biografie
Hughes werd geboren in Aberystwyth waar hij in muziek en zang afstudeerde aan de Aberystwyth-universiteit. Tijdens zijn studietijd nam hij enkele jaren deel aan het kamerkoor de Aberystwyth Elizabethan Madrigal Singers. Hij kwam in aanraking met het acteren toen hij ging spelen in diverse operavoorstellingen. Na zijn afstuderen ging hij studeren aan de Royal Conservatoire of Scotland in Glasgow.
Hughes begon in 1994 met acteren in de film Blood on the Dole, waarna hij nog meerdere rollen speelde in films en televisieseries. Zo speelde hij in onder andere Y Mabinogi (2003), Judge John Deed (2005-2007), EastEnders  (2009-2016) en Hinterland (2013-2016). In 1996 won hij een Welshe BAFTA award voor zijn rol in de film Cameleon, in de categorie Beste Acteur.

## Filmografie

### Films
Uitgezonderd korte films.
- 2024 The 7th Man - als Clive Fox
- 2022 Wales Tales - als Mason Dixon
- 2021 The Trick - als Trevor Davies
- 2021 La Cha Cha - als Chaz Fettucine
- 2020 Dream Horse - als Ron
- 2018 Morfydd - als Thomas Jones
- 2018 To Provide All People - als anesthesioloog
- 2015 Under Milk Wood - als Organ Morgan
- 2015 Just Jim - als vader
- 2013 Y Syrcas - als Tornos
- 2009 Framed - als brandstofvertegenwoordiger
- 2008 Cwcw - als John / Morgan
- 2007 Consenting Adults - als William Conwy Roberts
- 2004 The Deputy - als Alan Newberry MP
- 2003 Y Mabinogi - als Gronw (stem)
- 2000 Care - als Tom Ferguson
- 2000 Trust - als Neil Davis
- 2000 Summer in the Suburbs - als Ted Lyle
- 1999 The Alchemists - als Sam Wentworth
- 1998 The Theory of Flight - als dokter
- 1998 Soft Sand, Blue Sea - als Tom
- 1997 Harpur and Iles - als Colin Harpur
- 1997 Cameleon - als Delme Davies
- 1994 Blood on the Dole - als David Williams

### Televisieseries
Uitgezonderd eenmalige gastrollen.
- 2023 The Winter King - als Gorfydd - 6 afl.
- 2023 Anfamol - als hydian - 5 afl.
- 2022 Y Golau - als Gafyn - 5 afl.
- 2017-2021 Keeping Faith - als Tom Howells - 20 afl.
- 2020 Cyswllt (Lifelines) - als Dewi - 3 afl.
- 2019 15 Days - als Richard - 4 afl.
- 2013-2016 Hinterland - als superintendent Brian Prosser - 13 afl.
- 2009-2016 EastEnders - als Andy Jones - 7 afl.
- 2011-2012 Alys - als Toms - 9 afl.
- 2011 Holby City - als sir Fraser Anderson - 5 afl.
- 2010 Pen Talar - als John Lewis - 3 afl.
- 2006-2008 Young Dracula - als Graham - 22 afl.
- 2007 Y Pris - als Cadfael - ? afl.
- 2005-2007 Judge John Deed - als Neil Haughton - 11 afl.
- 2006 Doctors - als Alun Clay - 6 afl.
- 2004 Family Affairs - als DI Patrick Grenham - 4 afl.
- 2001 Take Me - als Sam - miniserie
- 1998 Killer Net - als DC Nathan - miniserie
- 1997 Drovers' Gold - als Daniel Jones - miniserie
- 1995 Halen yn y Gwaed/Salt in the Blood IV - als Martin - ? afl.
- 1994 Halen yn y Gwaed - als Martin - ? afl.

- International Standard Name Identifier: 0000 0001 3349 5191
- Library of Congress Control Number: no2014022534
- Virtual International Authority File: 307172926
- WorldCat: E39PBJbxGPhVdpvyMtCbM7dfbd